# Анхель Ромеро (футболіст)
Анхель Ромеро (ісп. Ángel Rodrigo Romero, нар. 4 липня 1992, Фернандо-де-ла-Мора) — парагвайський футболіст, нападник бразильського клубу «Корінтіанс».
Виступав, зокрема, за клуб «Корінтіанс», а також національну збірну Парагваю.
Переможець Ліги Пауліста. Дворазовий чемпіон Бразилії.

## Клубна кар'єра
У дорослому футболі дебютував 2011 року виступами за команду «Серро Портеньйо», в якій провів три сезони, взявши участь у 69 матчах чемпіонату. 
Своєю грою за цю команду привернув увагу представників тренерського штабу клубу «Корінтіанс», до складу якого приєднався 2014 року. Відіграв за команду з Сан-Паулу наступні п'ять сезонів своєї ігрової кар'єри. Більшість часу, проведеного у складі «Корінтіанс», був основним гравцем атакувальної ланки команди.
Згодом з 2019 по 2022 рік грав у складі команд «Сан-Лоренсо» та «Крус Асуль».
До складу клубу «Корінтіанс» приєднався 2023 року. Станом на 17 січня 2024 року відіграв за команду з Сан-Паулу 22 матчі в національному чемпіонаті.

## Виступи за збірну
У 2014 році дебютував в офіційних матчах у складі національної збірної Парагваю.
У складі збірної був учасником розіграшу Кубка Америки 2021 року у Бразилії.
| Дата       | Місто            | Господарі         | Результат               | Гості     | Турнір                          | Голи | Примітки |
| ---------- | ---------------- | ----------------- | ----------------------- | --------- | ------------------------------- | ---- | -------- |
| 7-9-2013   | Асунсьйон        | Парагвай          | 4 – 0                   | Болівія   | Відбір до ЧС 2014               | -    | 65'      |
| 15-11-2014 | Луке             | Парагвай          | 2 – 1                   | Перу      | товариський матч                | 1    | 46'      |
| 19-11-2014 | Ліма             | Перу              | 2 – 1                   | Парагвай  | товариський матч                | -    | 67'      |
| 7-9-2016   | Монтевідео       | Уругвай           | 4 – 0                   | Парагвай  | Відбір до ЧС 2018               | -    |          |
| 11-10-2016 | Кордова          | Аргентина         | 0 – 1                   | Парагвай  | Відбір до ЧС 2018               | -    | 68'      |
| 11-11-2016 | Асунсьйон        | Парагвай          | 1 – 4                   | Перу      | Відбір до ЧС 2018               | -    |          |
| 14-11-2016 | Ла-Пас           | Болівія           | 1 – 0                   | Парагвай  | Відбір до ЧС 2018               | -    | 70'      |
| 29-3-2017  | Сан-Паулу        | Бразилія          | 3 – 0                   | Парагвай  | товариський матч                | -    | 77'      |
| 8-6-2017   | Трухільйо        | Перу              | 1 – 0                   | Парагвай  | товариський матч                | -    | 68'      |
| 5-9-2017   | Асунсьйон        | Парагвай          | 1 – 2                   | Уругвай   | Відбір до ЧС 2018               | 1    |          |
| 5-10-2017  | Барранкілья      | Колумбія          | 1 – 2                   | Парагвай  | Відбір до ЧС 2018               | -    |          |
| 10-10-2017 | Асунсьйон        | Парагвай          | 0 – 1                   | Венесуела | Відбір до ЧС 2018               | -    |          |
| 12-6-2018  | Інсбрук          | Японія            | 4 – 2                   | Парагвай  | товариський матч                | -    | 59'      |
| 20-11-2018 | Дурбан           | ПАР               | 1 – 1                   | Парагвай  | товариський матч                | -    | 78'      |
| 6-6-2019   | Асунсьйон        | Парагвай          | 1 – 1                   | Гондурас  | товариський матч                | -    | 83'      |
| 5-9-2019   | Касіма           | Японія            | 2 – 0                   | Парагвай  | товариський матч                | -    | 64'      |
| 10-9-2019  | Амман            | Йорданія          | 2 – 4                   | Парагвай  | товариський матч                | 1    |          |
| 13-10-2019 | Братислава       | Словаччина        | 1 – 1                   | Парагвай  | товариський матч                | -    | 69'      |
| 14-11-2019 | Софія (місто)    | Болгарія          | 0 – 1                   | Парагвай  | товариський матч                | -    | 73'      |
| 19-11-2019 | Ер-Ріяд          | Саудівська Аравія | 0 – 0                   | Парагвай  | товариський матч                | -    | 86'      |
| 8-10-2020  | Асунсьйон        | Парагвай          | 2 – 2                   | Перу      | Відбір до ЧС 2022               | 2    | 63'      |
| 13-10-2020 | Мерида           | Венесуела         | 0 – 1                   | Парагвай  | Відбір до ЧС 2022               | -    | 87'      |
| 13-11-2020 | Буенос-Айрес     | Аргентина         | 1 – 1                   | Парагвай  | Відбір до ЧС 2022               | 1    | 86'      |
| 17-11-2020 | Асунсьйон        | Парагвай          | 2 – 2                   | Болівія   | Відбір до ЧС 2022               | 1    |          |
| 3-6-2021   | Монтевідео       | Уругвай           | 0 – 0                   | Парагвай  | Відбір до ЧС 2022               | -    | 79'      |
| 8-6-2021   | Асунсьйон        | Парагвай          | 0 – 2                   | Бразилія  | Відбір до ЧС 2022               | -    | 80'      |
| 14-6-2021  | Гоянія           | Парагвай          | 3 – 1                   | Болівія   | Копа Америка 2021 - 1-й етап    | 2    |          |
| 21-6-2021  | Бразилія (місто) | Аргентина         | 1 – 0                   | Парагвай  | Копа Америка 2021 - 1-й етап    | -    | 88'      |
| 24-6-2021  | Бразилія (місто) | Чилі              | 0 – 2                   | Парагвай  | Копа Америка 2021 - 1-й етап    | -    | 62'      |
| 28-6-2021  | Ріо-де-Жанейро   | Уругвай           | 1 – 0                   | Парагвай  | Копа Америка 2021 - 1-й етап    | -    |          |
| 2-7-2021   | Гоянія           | Перу              | 3 – 3 д.ч. (4 – 3 п.п.) | Парагвай  | Копа Америка 2021 - чвертьфінал | -    |          |
| 2-9-2021   | Кіто             | Еквадор           | 2 – 0                   | Парагвай  | Відбір до ЧС 2022               | -    |          |
| 5-9-2021   | Асунсьйон        | Парагвай          | 1 – 1                   | Колумбія  | Відбір до ЧС 2022               | -    |          |
| 9-9-2021   | Асунсьйон        | Парагвай          | 2 – 1                   | Венесуела | Відбір до ЧС 2022               | -    |          |
| 7-10-2021  | Асунсьйон        | Парагвай          | 0 – 0                   | Аргентина | Відбір до ЧС 2022               | -    |          |
| 10-10-2021 | Сантьяго         | Чилі              | 2 – 0                   | Парагвай  | Відбір до ЧС 2022               | -    | 78'      |
| 14-10-2021 | Ла-Пас           | Болівія           | 4 – 0                   | Парагвай  | Відбір до ЧС 2022               | -    | 53'      |
| 11-11-2021 | Асунсьйон        | Парагвай          | 0 – 1                   | Чилі      | Відбір до ЧС 2022               | -    | 73'      |
| 24-3-2022  | Сьюдад-дель-Есте | Парагвай          | 3 – 1                   | Еквадор   | Відбір до ЧС 2022               | -    | 14'      |
| 29-3-2022  | Ліма             | Перу              | 2 – 0                   | Парагвай  | Відбір до ЧС 2022               | -    | 79'      |
| 2-6-2022   | Саппоро          | Японія            | 4 – 1                   | Парагвай  | товариський матч                | -    | 66'      |
| 11-6-2024  | Сантьяго         | Чилі              | 3 – 0                   | Парагвай  | товариський матч                | -    | 71'      |
| 24-6-2024  | Х'юстон          | Колумбія          | 2 – 1                   | Парагвай  | Копа Америка 2024 - 1-й етап    | -    | 80'      |
| 2-7-2024   | Остін (Техас)    | Коста-Рика        | 2 – 1                   | Парагвай  | Копа Америка 2024 - 1-й етап    | -    | 46'      |
| Усього     |                  | Матчів            | 44                      |           | Голів                           | 9    |          |

## Титули і досягнення
- Переможець Ліги Пауліста (1):

«Зейтун Корінтіанс»: 2017
- Чемпіон Бразилії (2):

«Зейтун Корінтіанс»: 2015, 2017